# Lars Mikael Andersson
Lars Mikael Andersson, född 15 juni 1961, är en svensk historiker.
Lars M. Andersson är son till ett bokhandlarpar i Laholm, och växte upp i Laholm. Han disputerade vid Lunds universitet år 2000 på en avhandling om antisemitism i svensk skämtpress under de första decennierna på 1900-talet. Han var främst forskat om svensk antisemitism och flyktingpolitik.
Han var universitetslektor i modern svensk politisk historia vid Uppsala universitet  2003–14 och var från årsskiftet 2014/15 verksam vid Högskolan i Halmstad. Sedan 2017 är han åter universitetslektor på Historiska institutionen vid Uppsala universitet, och är bland annat en av de som leder Forum för judiska studier. 2019 tilldelades han Pedagogiska priset inom området för teologi, humaniora och utbildningsvetenskap vid Uppsala universitet. 
Han var redaktör för Historisk tidskrift åren 2002–2006 och är sedan 2022 redaktör för Personhistorisk tidskrift.